# Champerico
Champerico – miasto i port w Gwatemali, położone na wybrzeżu Pacyfiku, w departamencie Retalhuleu. Według danych szacunkowych z 2012 roku liczba mieszkańców wynosiła 8723 osób. 
Champerico leży w odległości około 40 km na południowy zachód od stolicy departamentu, miasta Retalhuleu. W odległości 40 km na wschód od Champerico przebiega granica państwowa z meksykańskim stanem Chiapas.
W 1871 roku rząd Gwatemali oraz prezydent Miguel García Granados y Zavala uznali Champerico za najważniejszy port krajowy. Obecnie jest jednym z trzech głównych portów Gwatemali – obok portu w Puerto Barrios nad Morzem Karaibskim (departament Izabal) oraz portu San Jose nad Oceanem Spokojnym (departament Escuintla, na południe od Champerico).
Champerico leży w rejonie bardzo aktywnym sejsmicznie. Niedaleko przebiega przechodzący w poprzek Gwatemali uskok Montagua, oddzielający płytę karaibską od płyty północnoamerykańskiej. Ponadto na Pacyfiku, w odległości około 100 km od Camperico, przebiega aktywny uskok łączący płytę karaibską z płyta kokosową. Takie położenie sprawia, że trzęsienia ziemi o sile ponad 4 stopni w skali Richtera zdarzają się w każdym miesiącu. Co kilka lat zdarzają się wstrząsy o sile powyżej 7 w skali Richtera. Taki wstrząs miał miejsce 7 listopada 2012 roku, w wyniku którego śmierć poniosły 44 osoby, a 150 zostało rannych.  

## Gmina Champerico
Miasto jest siedzibą władz gminy o tej samej nazwie, która jest jedną z dziewięciu gmin w departamencie. W 2012 roku gmina liczyła 35 399 mieszkańców.
Gmina jak na warunki Gwatemali jest dość duża, a jej powierzchnia obejmuje 416 km². Mieszkańcy gminy utrzymują się z turystyki, rolnictwa, hodowli oraz połowów ryb. Najważniejszymi uprawami są kukurydza, banany, mango, cytryny, pomarańcze, olejowiec, sezam, arbuzy, papaje oraz warzywa tropikalne. 
Klimat gminy jest równikowy, według klasyfikacji Wladimira Köppena, należy do klimatów tropikalnych monsunowych (Am), z wyraźną porą deszczową występującą od maja do października. Większość terenu pokryta jest dżunglą. Średnie temperatury wahają się pomiędzy 24 a 36ºC.